# Rom (Mecklenburg)
Rom település Németországban, Mecklenburg-Elő-Pomeránia tartományban. Lakosainak száma 807 fő (2023. december 31.). Rom Obere Warnow és Granzin községekkel határos.

## Népesség
A település népességének változása:
| Lakosok száma | 801  | 793  | 813  | 804  | 807  |
|               | 2017 | 2019 | 2021 | 2022 | 2023 |